# Ribkwallen
De ribkwallen of kamkwallen (Ctenophora) vormen een stam van het dierenrijk. Tot deze stam worden zeedieren gerekend die gelijkenis hebben met neteldieren, maar geen netelcellen bezitten. De naam slaat op het lichaam van deze dieren, dat door acht gekamde ribben verdeeld wordt. In sommige naslagwerken vormen de ribkwallen een onderstam van de holtedieren. Genetisch onderzoek uit 2023 toont aan dat binnen Animalia (dieren) de stam Ctenophora (ribkwallen) de eerste stam was die zich afsplitste van de voorouder van alle andere dieren.

## Kenmerken
Ribkwallen zijn niet zulke goede zwemmers, maar dankzij hun kamvormige lijsten van trilharen zijn ze toch in staat om vooruit te komen. Omdat ze niet tegen stromingen in kunnen voortbewegen, worden ze meestal in grote zwermen over de oceaan voortgedreven. De trilharen glanzen in iriserende kleuren. De meeste ribkwallen worden maar enkele centimeters lang, terwijl andere een lengte bereiken van twee meter.
De lichaamswand van de ribkwallen bestaat uit twee lagen dekweefsel met een dikke geleiachtige mesoglea ertussen. De buitenste laag heet de epidermis en bevat colloblasten, plakkerige cellen die het dier helpen bij het vangen van prooi.

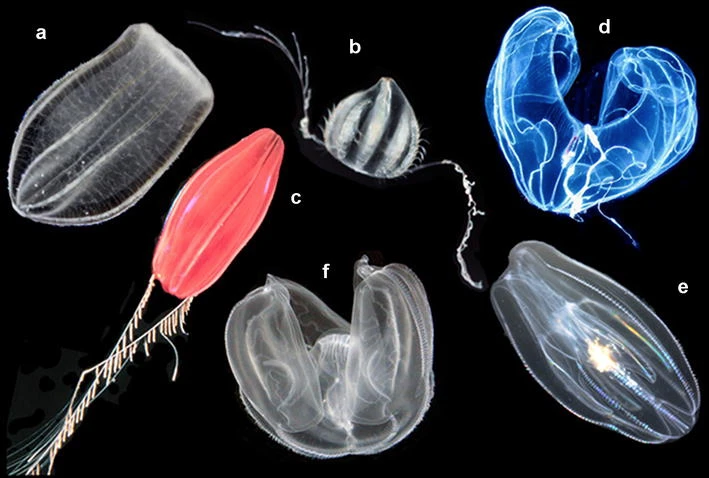
Pelagische ribkwallen
(a) Beroe ovata, (b) Euplokamis sp., (c) Nepheloctena sp., (d) Bathocyroe fosteri, (e) Mnemiopsis leidyi, en (f) Ocyropsis sp.

## Voortplanting en ontwikkeling
Alle ribkwallen planten zich seksueel voort, met de uitzondering van sommige Platyctenida-soorten. Ribkwallen zijn hermafrodiet en doen meestal aan kruisbevruchting, maar zelfbevruchting komt ook voor, doch zeldzaam. De bevruchting gebeurt uitwendig in het zeewater. De embryo ontwikkelt zich tot een cydippelarve, zo genoemd omdat ze op een adulte Cydippida gelijkt. Naarmate de larve ouder wordt, begint ze meer en meer te lijken op de adulte van haar eigen soort.

## Voeding
Ribkwallen zijn predatoren en voeden zich onder andere met raderdieren, kleine schaaldieren, andere ribkwallen, plankton en larven. De meeste soorten ribkwallen hebben tentakels waarmee ze prooien kunnen vangen. Soorten zonder tentakels gebruiken hun kleverige lichaam om prooien te vangen, die ze dan naar de mond brengen via ciliale bewegingen van de kammetjesrijen.

## Verspreiding en leefgebied
Ribkwallen komen wereldwijd voor, uitsluitend in mariene milieus. Een soort die in Europa voorkomt is de zeedruif.

## Klassen
- Tentaculata
- Nuda